# Falange (os)
Les falanges són els ossos situats a la punta de les extremitats i constitueixen les estructures òssies dels dits. Per tant, n'hi ha a les mans (falanges de la mà) i als peus (falanges del peu). Són ossos llargs, ja que hi predomina la longitud por sobre de la grossària i l'amplada, i es troben en nombre de tres per a cada dit (excepte en el polze o en el dit gros del peu, on només en tenen dues). Es denominen primera falange, segona falange i tercera falange, o falange proximal, falange mitjana i falange distal o, en l'antiga nomenclatura, falange, falangina i falangeta, respectivament. Cadascuna consta de dues cares, anterior i posterior, i dos extrems, el proximal i el distal (superior i inferior), articulars ambdues en la 1 i la 2, i sols el superior en la 3.